# الارتقاء بالصفقة
الارتقاء بالصفقة (تسمى أحيانًا"بيع البديل الأغلى") هو أحد أساليب البيع حيث يعمل البائع على حث العميل على شراء المزيد من الأشياء أو الحصول على تحديثات أو برامج إضافية أغلى ثمنًا في محاولة لإبرام صفقة أعلى ربحًا. أو تعني وهو محاولة إقناع الزبون بشراء عدة عناصر أو منتجات مرتبطة بسعر أغلى. وعادةً ما ينطوي أسلوب الارتقاء بالصفقة على تسويق خدمات أو منتجات أغلى ولكنه قد يكون ببساطة أن تُعرض على العميل خيارات أخرى لم يكن يفكر فيها من قبل. ويتضمن الارتقاء بالصفقة بيع شيء أغلى ثمنًا أو بالأحرى شيء مفضل بالنسبة للبائع بدلاً من، أو إلى جانب, الصفقة الأساسية. هناك أسلوب مختلف وهو عروض البيع الإضافية حيث يحاول البائع أن يبيع شيئًا آخر. وعلى أرض الواقع، تجمع المحال التجارية الكبيرة عادةً ما بين أسلوب الارتقاء بالصفقة وعروض البيع الإضافية لرفع القيمة التي سيحصل عليها العميل أو العملاء من المؤسسة بالإضافة إلى تعظيم الأرباح التي سيحصل عليها المحل من العميل. وبهذا، يجب أن تطمئن المؤسسة إلى أن العلاقة مع العميل لم يشبها شيء. ففي المطاعم وما على شاكلتها، يشيع اتباع أسلوب الارتقاء بالصفقة بصورة مقبولة. بينما في الأعمال التجارية الأخرى، مثل بيع السيارات، قد لا يكون مقبولا

## أمثلة
تضم بعض أمثلة الارتقاء بالصفقة:
- اقتراح ماركة ممتازة من المشروبات عندما لا يحدد العميل ماركة معينة
- بيع عقد خدمة ممتد لأحد الأجهزة
- الاقتراح على العميل أن يقوم بشراء ذاكرة وصول عشوائي (RAM) أخرى أو قرص صلب أكبر عند صيانة الحاسوب الخاص به
- بيع ملحقات كمالية مع المركبة
- اقتراح ماركة ساعة يد لم يسمع العميل عنها من قبل بدلاً من الماركة التي يفكر فيها.
- الاقتراح على العميل بشراء حزمة خدمات أطول لغسيل السيارة.
- سؤال العميل عن وجبة كبيرة الحجم أو إضافة الجبن في مطعم الوجبات السريعة.
- عند الحديث مع خدمة عملاء وصلات الإنترنت وعرض عليك الانتقال لعروض أغلى فهذا

## التقنيات
تقوم العديد من الشركات بتدريب موظفيها على كيفية الارتقاء بالصفقة ببيع منتجات وخدمات وعرض حوافز ومكافآت على الأشخاص الأنجح. ولكن يجب توخي الحذر في هذا النوع من البيئات ليتم تدريب الموظفين تدريبًا شاملاً. فالموظف الذي لم يُدرب جيدًا قد يخطئ في برنامج الحوافز وبهذا يُغضب عميلاً دائمًا أو مواليًا. فهناك مستوى من الثقة بين العميل والموظف وبمجرد أن تهتز تلك الثقة، فقد يستحيل استعادتها مرة أخرى.
- وجود معلومات عامة لدى الموظف عن العميل لدى وعن ميزانيته، بما يسمح لهم بفهم أفضل لما قد يحتاجه هذا المشتري على وجه التحديد.
- خلق حالة من الشك بشأن متانة المشتريات، وتكون هذه الطريقة فعالة لا سيما مع الأشياء باهظة الثمن مثل الإلكترونيات، حيث يمثل الضمان الممتد وسيلة لإراحة بال العميل.
- اقتراح الموظف علو العميل بعض الاكسسوارات والملحقات وينجح ذلك مع أشياء مثل الأحذية الجلدية الغالية، حيث يقترح البائع أيضًا شراء رذاذ مقاوم للماء "ليطول عمر الحذاء مثلا

## روابط خارجية
- الارتقاء بالصفقة والاستفادة منه مدونة موقع خمسات